# Okręg wyborczy Sheffield

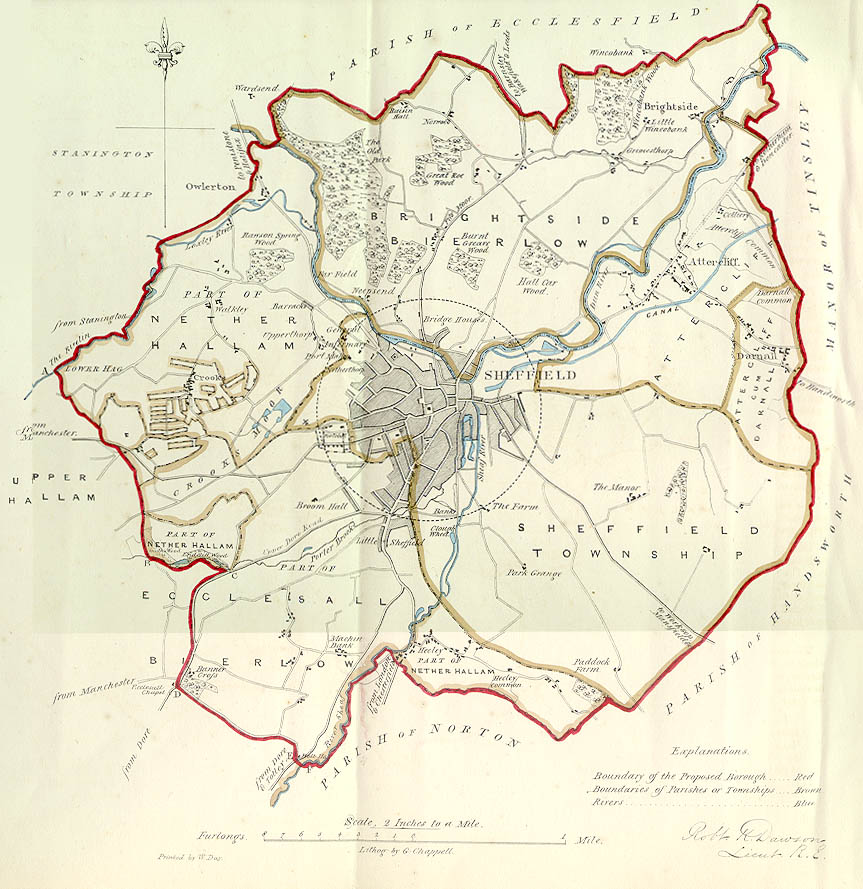
Okręg Sheffield w 1832 r.

Okręg wyborczy Sheffield – powstał w 1832 roku i wysyłał do brytyjskiej Izby Gmin dwóch deputowanych. Okręg obejmował miasto Sheffield. Został zlikwidowany w 1885 roku.

## Deputowani do brytyjskiej Izby Gmin z okręgu Sheffield
- 1832–1852: John Parker, wigowie
- 1832–1837: James Silk Buckingham, radykałowie
- 1837–1849: Henry George Ward, wigowie
- 1849–1868: John Arthur Roebuck, Partia Liberalna
- 1852–1874: George Hadfield, Partia Liberalna
- 1868–1885: Anthony Mundella, Partia Liberalna
- 1874–1879: John Arthur Roebuck, Partia Liberalna
- 1879–1880: Samuel Danks Waddy, Partia Liberalna
- 1880–1885: Charles Stuart-Wortley, Partia Konserwatywna